# Navketan Films
Navketan Films est une société de production cinématographique indienne située à Bombay, créée en 1949 par l'acteur Dev Anand.
Le mot navketan signifie « nouveauté » en sanscrit.

## Films produits (à compléter)
- 1951 : Baazi de Guru Dutt
- 1954 : Taxi Driver de Chetan Anand
- 1963 : Tere Ghar ke Samne de Vijay Anand